# Françesk Radi
Françesk Radi, född 1949 i Albanien, död 3 april 2017 i Tirana, var en albansk sångare och gitarrist som var aktiv som musiker mellan 1972 fram till sin död 2017.

## Karriär
1972 deltog Radi i Festivali i Këngës 11 med bidraget "Kur degjojme zera nga bota". Han vann inte tävlingen, men efter tävlingen blev klimatet på den albanska musikscenen hårdare och flera av deltagarna och organisatörerna av Festivali i Këngës 11 fängslades (däribland deltagaren Sherif Merdani). 1993 deltog han i Festivali i Këngës 33 tillsammans med Mariza Ikonomi som då blev tävlingens hittills yngsta deltagare. De deltog med låten "Telefonatë zemrash". 1998 ställde han ensam upp i Festivali i Këngës 37 med låten "Humba pranverën" som skrevs av Agim Doçi med musik av Radi själv. Med låten lyckades han sluta på andra plats i tävlingen. Året därpå återkom han i Festivali i Këngës 38 med bidraget "Ky fat na ra" som producerades av samma team som året dessförinnan. Detta år slutade Radi dock oplacerad. 
2003 deltog Radi i Festivali i Këngës 42 som detta år blivit Albaniens officiella uttagning till Eurovision Song Contest. Han deltog med låten "Syri i saj po më verbon" med vilken han tog sig till final. 2010 gjorde han ett nytt försök i Festivali i Këngës 49 då han deltog med "Kemi dasëm'o" som skrevs av Agim Doçi med Radi själv som kompositör. Han tog sig med bidraget till finalen där han ställdes mot 17 andra artister. Han fick startnummer 1 och framförde sitt bidrag före Hersiana Matmuja. Radi fick av juryn 13 poäng vilket räckte till att sluta 8:a i tävlingen.

## Privatliv
Radi var farbror till den framgångsrika artisten Rozana Radi. Han var bror till den framstående albanske skådespelaren och regissören Ferdinand Radi som avled 2004. Den 27 mars 2017 lades han in på sjukhuset Moder Teresa i Tirana efter en hjärnblödning. Han återhämtade sig inte från hjärnblödningen utan avled på sjukhuset 3 april vid 68 års ålder.

## Diskografi

### Studioalbum
- Humba pranverën
- Çilë zemrën plot kujtime